# Zeineba Yimer
Zeineba Yimer, née le 17 juin 1998, est une athlète éthiopienne, spécialiste des courses sur route et du cross.

## Biographie
En janvier 2018, elle remporte les 11èmes Championnats éthiopiens de semi-marathon à Legetafo.
En mars 2018, elle remporte la médaille d'or aux Championnats du monde de semi-marathon 2018 par équipe, avec ses compatriotes Netsanet Gudeta et Meseret Belete, en terminant cinquième en individuel.
En 2019 elle remporte la médaille d'or sur 10 000 m lors des |Jeux africains de Rabat.

## Palmarès
- aux Championnats du monde de semi-marathon 2018